# Altes Schulhaus (Oberägeri)

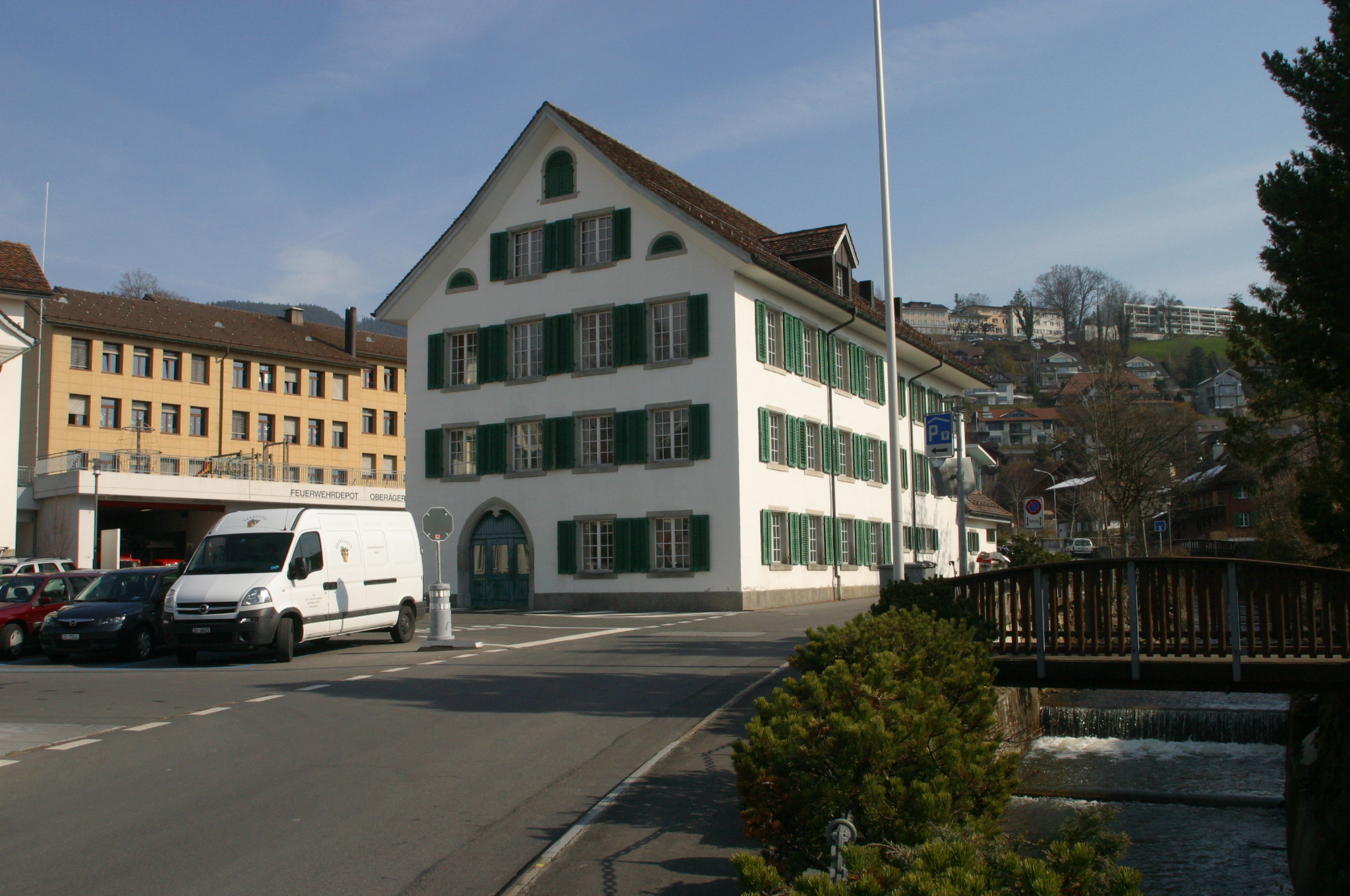
Das alte Schulhaus in Oberägeri (2007)

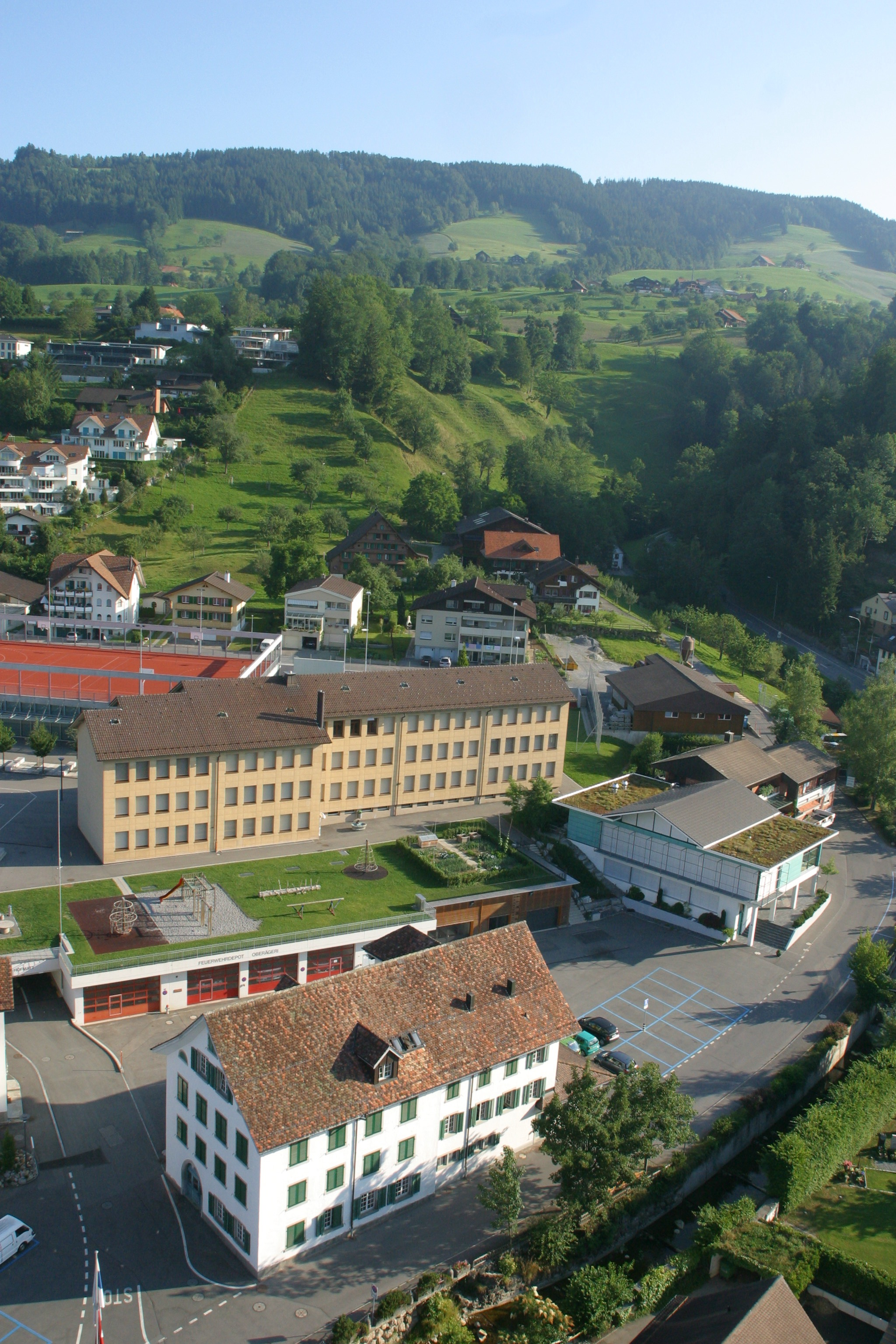
Blick auf das Schulgelände und das alte Schulhaus am Bach.

Das alte Schulhaus von Oberägeri im Kanton Zug ist ein denkmalgeschützter Bau. Es wurde 1836 bis 1838 am Dorfbach nahe der Kirche erbaut.

## Vorgeschichte
1735 war am heutigen Standort dieses Gebäudes ein erstes, eigentliches Schulhaus gebaut worden, das nur dem Unterricht diente. Es hatte nur ein einziges Zimmer. Die Kosten für den Bau teilten sich Ober- und Unterägeri. Somit bestand in Unterägeri noch kein Schulhaus. Der Schulunterricht war nicht obligatorisch, das Verständnis für den Nutzen der Schule war in der Bevölkerung kaum vorhanden. Kinder sollten zuhause zum Erwerb und Lebensunterhalt beitragen. Am Ende des 18. Jahrhunderts waren somit viele Oberägerer immer noch Analphabeten.
Erst mit der Helvetik entstand der Gedanke, die Bevölkerung zu guten, vernunftgeleiteten Staatsbürgern und Patrioten zu bilden. Die Verantwortung für die Bildung gelangte somit von der Kirche zum Staat. Ein Obligatorium für den Schulbesuch erging 1798. Es dauerte allerdings einige Jahre, bis diese Pflicht auch durchgesetzt werden konnte. Ab 1804 kümmerten sich in beiden Ägerer Gemeinden ständige Schulkommissionen um die Entwicklung der Dorfschulen. In Oberägeri bestanden interessanterweise zwei Schulen – in einer wurde auf Latein, in der anderen auf Deutsch unterrichtet. Auch in Hauptsee, dem heutigen Morgarten, existierte damals eine Schule.

## Ein Neubau mit verschiedenen Zwecken
1832 entschied sich die Gemeinde Oberägeri, das erste Schulzimmer durch einen Neubau zu ersetzen. Mit diesem Neubau war auch der Gedanke verbunden, einen Raum-Ersatz für den Abbruch des alten Rathauses weiter unten am Dorfbach – wahrscheinlich am Standort des heutigen Gebäudes Bachweg 4 – zu schaffen. Auch die Feuerwehr meldete Bedürfnisse an. Der Auftrag ging an einen Glarner Zimmermeister namens Balz Stüssi. Die Baukosten des multifunktionalen, in spätbiedermeierlichem Baustil erstellten Baus betrugen 38'000 Franken. Das Gebäude war eines der ersten im Dorf, das aus Stein gebaut wurde. Das neue Schulhaus wurde dann 1838 bezogen und galt damals als eines der modernsten im ganzen Kanton Zug.
Darin war nebst den drei Schulzimmern auch die Gemeindeverwaltung untergebracht. Im ersten Stock konnten die Wände zwischen den Schulzimmern entfernt werden. Damit schuf man ein grösseres Lokal für die Gemeindeversammlungen. Auch die Feuerwehr bekam einen Raum: Sie stationierte ihre Handdruck-Feuerspritze im Erdgeschoss in einer Remise. Sogar ein Arrestlokal für Sträflinge existierte im Estrich des Gebäudes. Die Klassenzuteilung auf die Zimmer war einfach zu verstehen: Bachseits waren die Zimmer für die Knaben eingerichtet, nordseits die Räume für die Mädchen. Im ersten Stock waren die erste und zweite Klasse, in den folgenden Etagen dritte bis siebte Klasse. Die Sekundarschule war im Dachstock untergebracht.

### Lehrpersonen

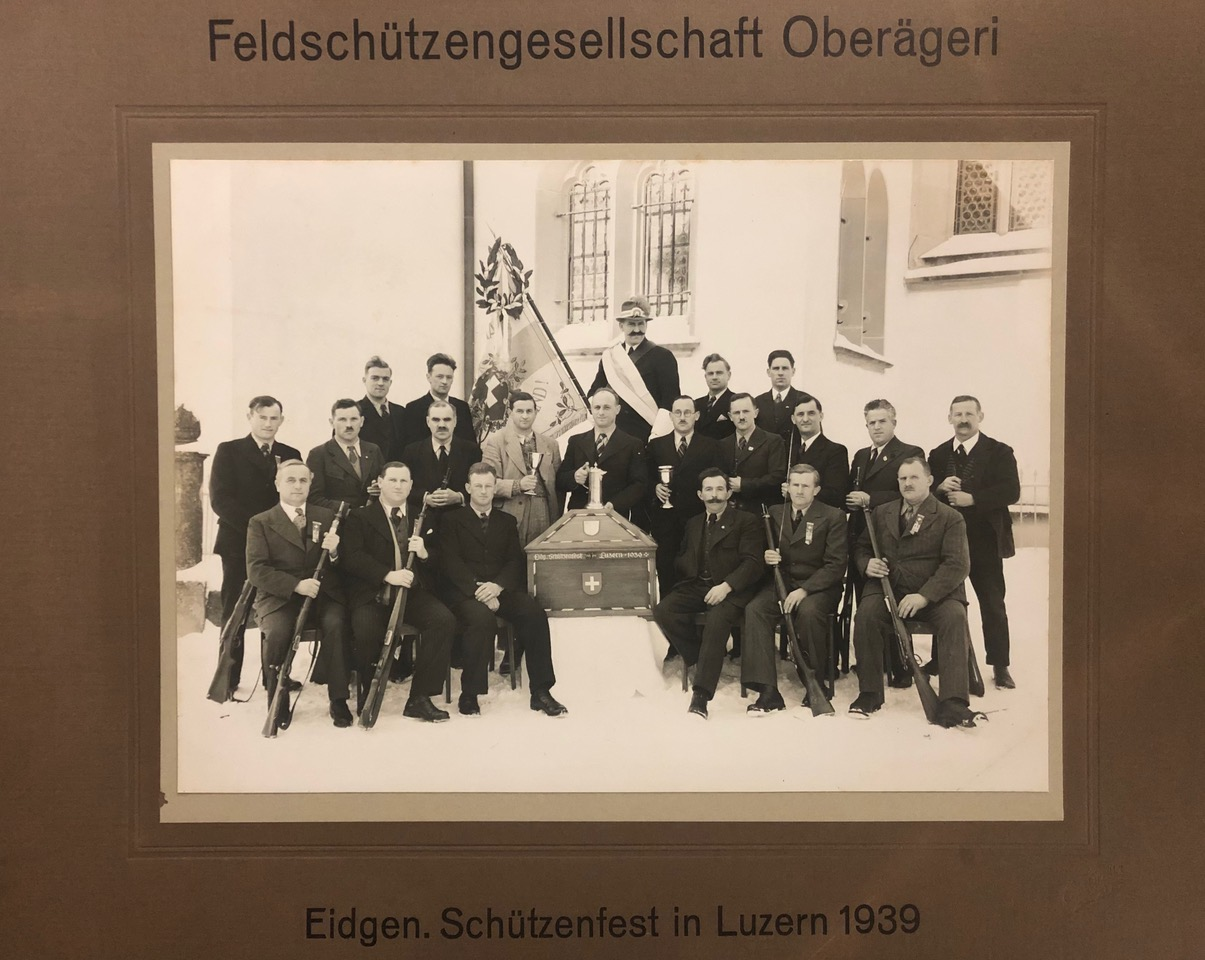
Lehrer Gerold Annen (vorne, zweiter von links) war auch Mitglied der Feldschützengesellschaft. Aufnahme von 1939.

Die Lehrpersonen waren in den Anfangszeiten der Schulentwicklung schlecht ausgebildet, was sich aber nach 1840 änderte. Die Ausbildung der Lehrpersonen professionalisierte sich. Gut ausgebildet waren die Menzinger Schwestern, welche ab Mitte des 18. Jahrhunderts während mehr als 100 Jahren an den Ägerer Schulen unterrichteten. Ein in Oberägeri sehr bekannter Lehrer war Gerold Annen. Er unterrichtete während 44 Jahren im Dorf. Seine letzte Klasse, die fünfte bis siebente, umfasste 48 Knaben. 1962 ging er in Pension.

### Infrastruktur
Als Heizung dienten Holzöfen. Den Brennstoff dazu, also Holzscheite, mussten die Kinder mitbringen. Elektrisches Licht gab es in den ersten Jahrzehnten nicht. Erst viel später, zu Beginn des 20. Jahrhunderts, ging es vorwärts mit der Elektrifizierung. Noch im Jahr 1921 baten die Lehrschwestern aus Menzingen um die Errichtung des elektrischen Lichts für die Mädchenschule im Haus. Die Schulkommission lehnte die Bitte ab. Man solle anstelle dieser neuartigen Einrichtung die Zimmer hell streichen, war deren Antwort.
Zum Schulhaus gehörte auch ein Holzschopf, der unmittelbar daneben, direkt am Bach, stand. Man nannte ihn «Ochsen-Waschhütte», weil die Oberägerer Frauen dort ihre Wäsche wuschen. Später diente der Schopf den stationierten Militärtruppen als Küche.

## Umbau zur Militärunterkunft
Bis 1956 diente das Gebäude als Schulhaus und Lokal für Vereins- und Gemeindeversammlungen. Es wurde in all den Jahren aber nie umfassend renoviert. Mit dem Bau des neuen Schulhauses Hofmatt 1 im Jahr 1954/55, unmittelbar oberhalb des alten Schulhauses, verlor es seine Bestimmung als Schul- und Verwaltungsgebäude. 1982 und 83 erhielt das Gebäude eine bauliche Erweiterung bergwärts um vier Fensterlängen. Zudem wurde es zur Unterkunft fürs Militär und auswärtige Lagergruppen umgebaut. Dazu wurde es unter kantonalen Denkmalschutz gestellt.

## Wieder Schulhaus und erneuter Umbau
Während einiger Jahre, von 2013 bis Juni 2023, diente das Haus wieder als Schulhaus, als in den anderen Schulhäusern aufgrund der wachsenden Schülerzahlen Schulraum knapp geworden war. Da mit dem Neubau des Schulhauses Hofmatt 4 das Raumangebot für die Schule vergrössert wurde, konnte nun daran gedacht werden, das alte Schulhaus wieder als Lagerhaus anzubieten. Die Gemeindeversammlung vom 20. Juni 2022 entschied dann, das Gebäude wieder in ein Lagerhaus für Gruppen und Schulen umzubauen. Die Grundstruktur im Innern soll gleich bleiben. Im Jahr 2023 und 2024 erfolgte somit erneute Umbau zum Lagerhaus mit 55 Schlafplätzen. Um das Gebäude behindertengerecht zu erschliessen, kam auf der Nordseite ein neues Element in Form eines Liftanbaus dazu. Die Kosten dieses Umbaus und der neuen Inneneinrichtung wurden auf 2,95 Millionen Franken budgetiert und von der Gemeindeversammlung so genehmigt. Die feierliche Einweihung des totalsanierten Hauses fand am 14. September 2024 statt.

## Bilder

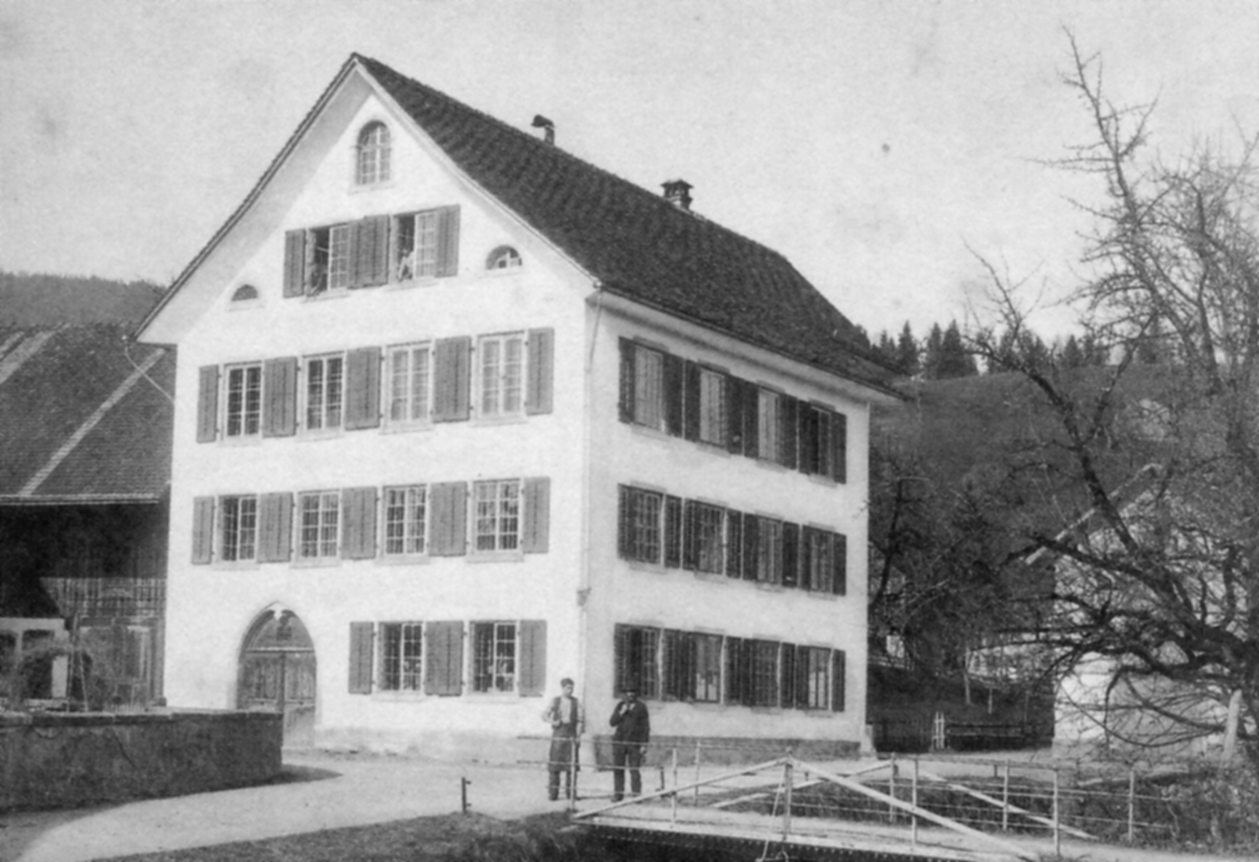
Undatierte Aufnahme
Flugaufnahme des Schulhauses und dessen Umgebung (1948)
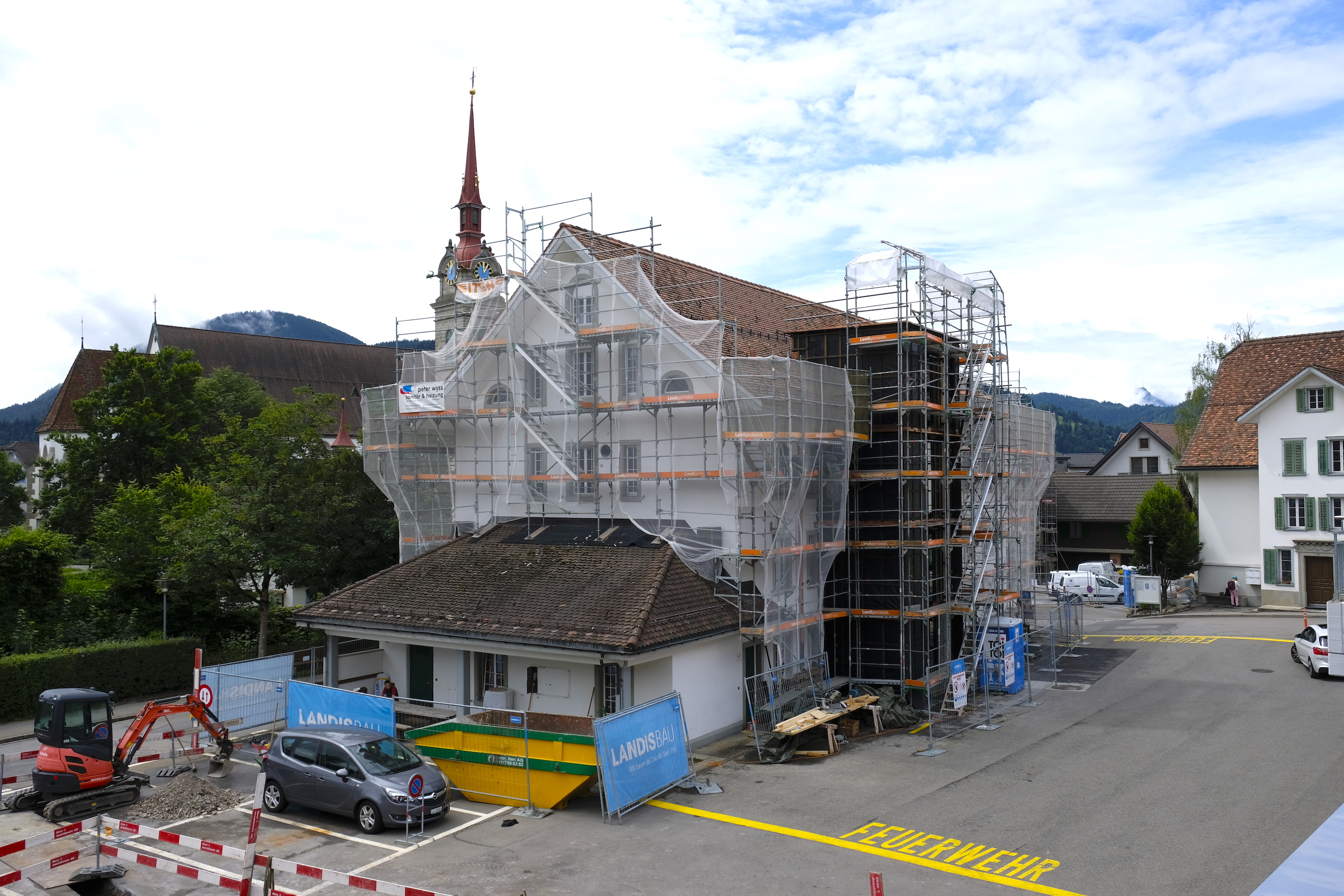
Blick auf den Umbau  von Nordosten her
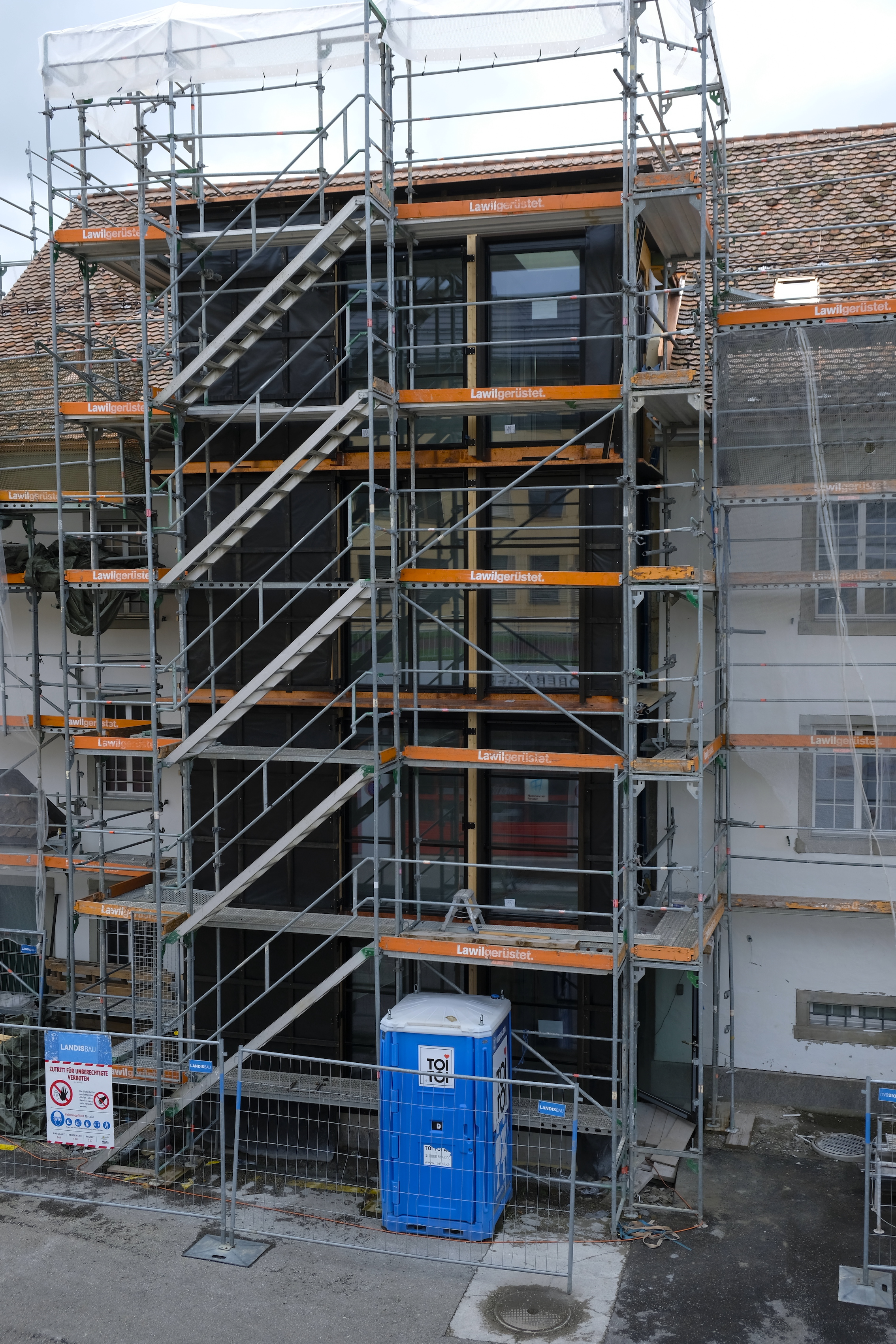
Der Liftanbau ist im Entstehen.
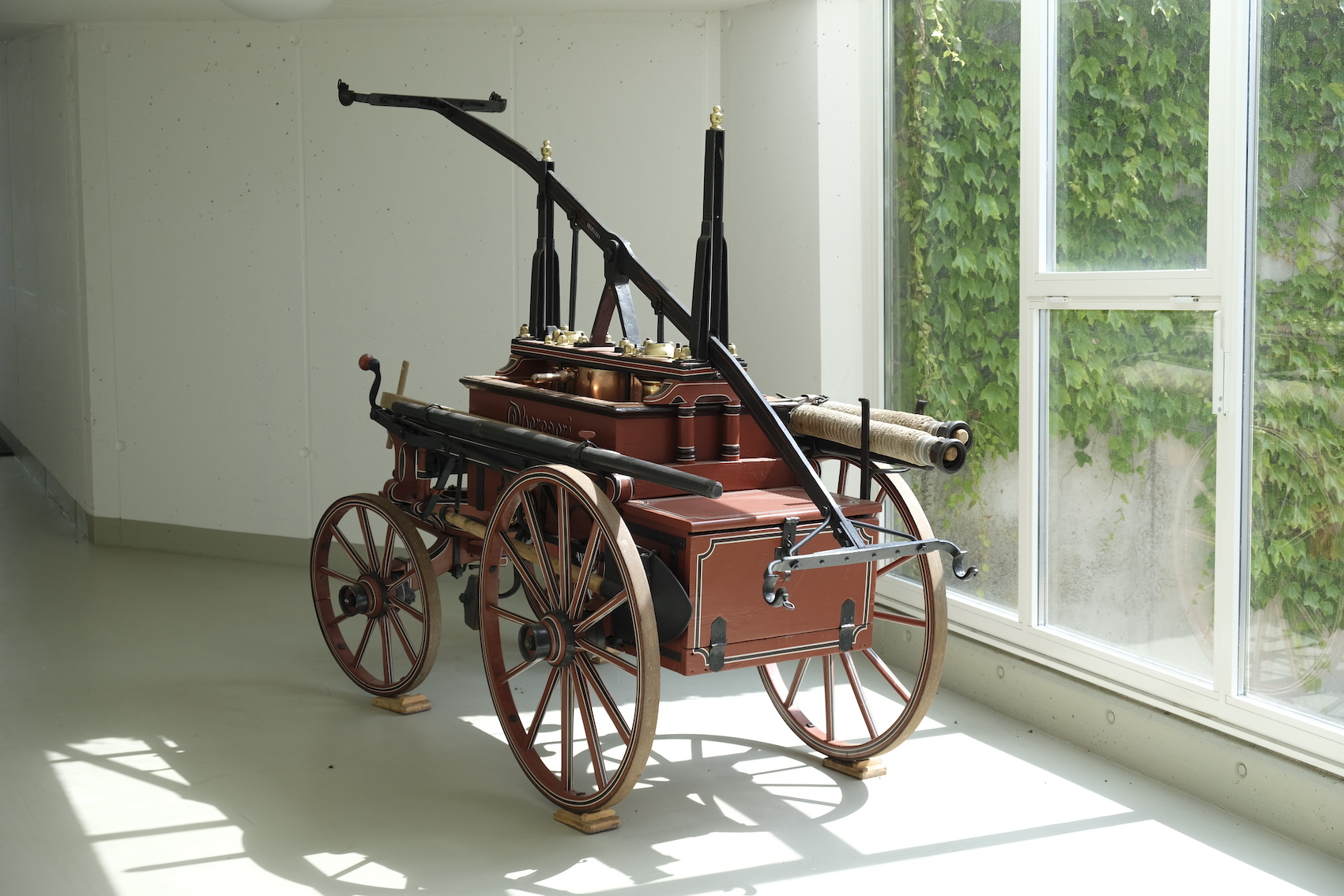
Diese Wasserspritze von 1835 war im Schulhaus stationiert.
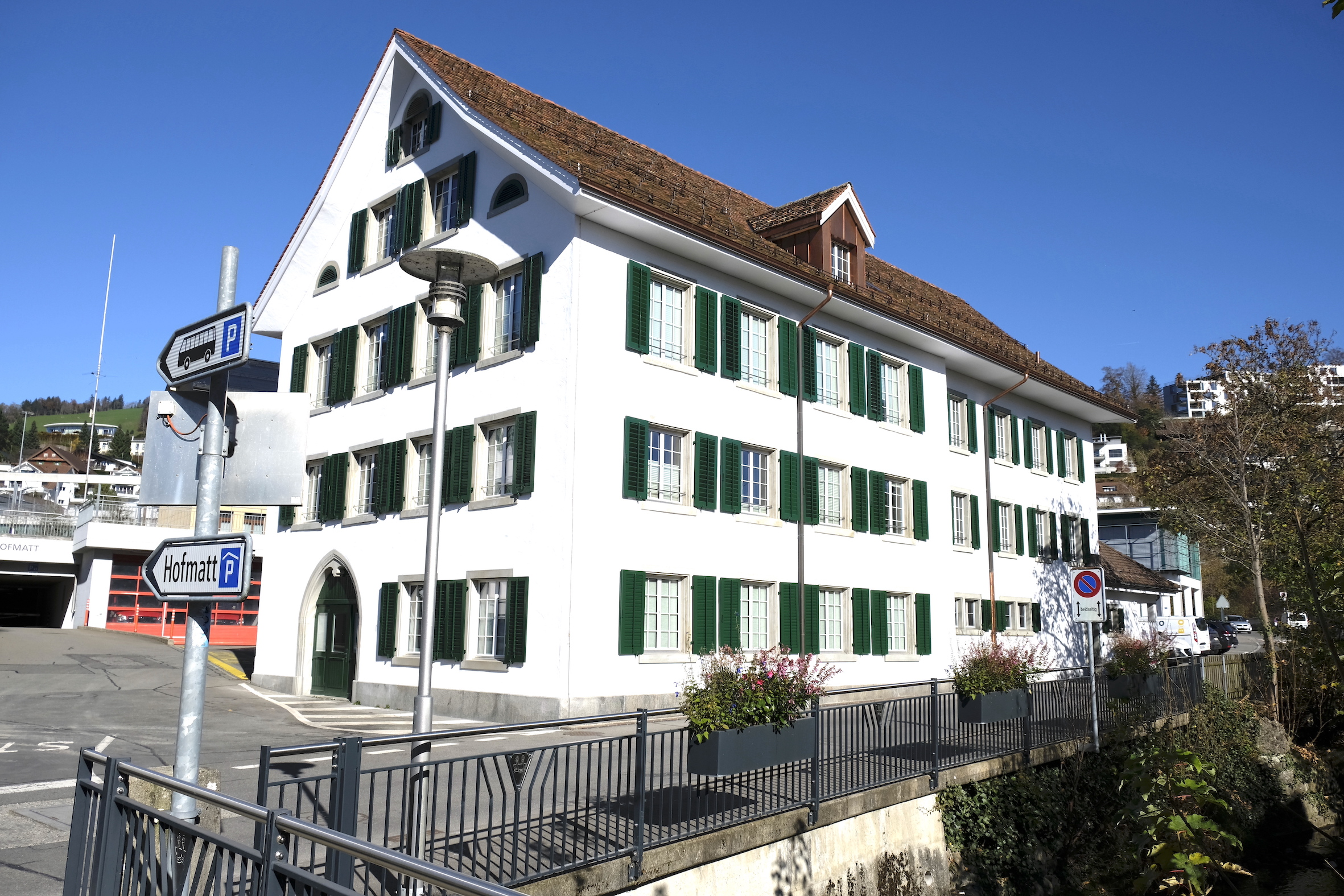
Das frisch sanierte Gebäude im Oktober 2024
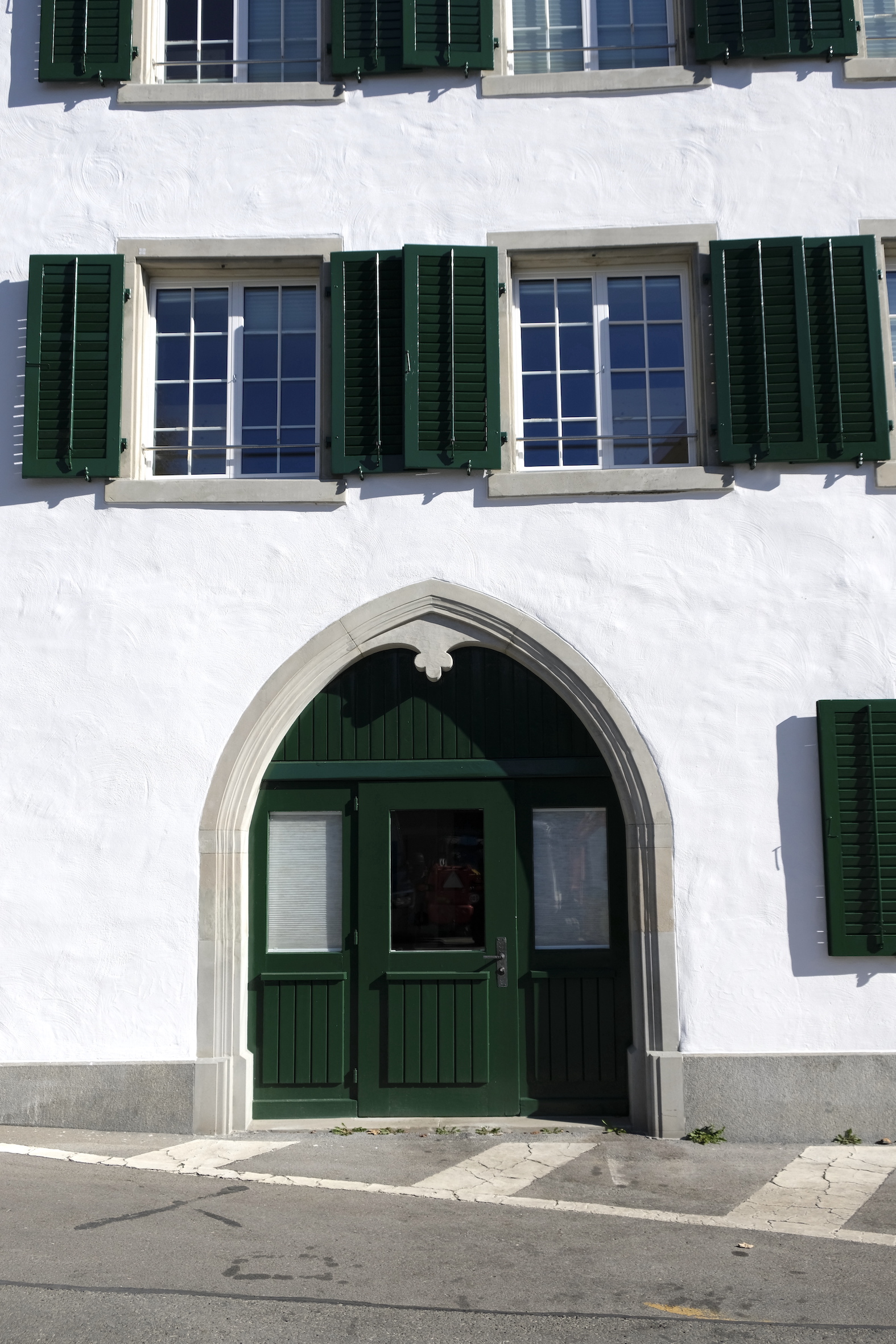
Der Torbogen auf der Südseite führt in den grossen Saal.

## Hintergrund: Das Projekt der Bürgergemeinde Oberägeri
Die Bürgergemeinde Oberägeri stellt besondere Häuser und ihre Geschichte vor. Start des Projektes war der Frühling 2023. Jedes porträtierte Haus erhält eine Tafel, welche an der Fassade befestigt wird. Als erstes Gebäude in Oberägeri wurde das «Zurlaubenhaus» am 30. Oktober 2023 mit einer Tafel versehen.